# Stanhopea haseloffiana
Stanhopea haseloffiana är en orkidéart som beskrevs av Heinrich Gustav Reichenbach. Stanhopea haseloffiana ingår i släktet Stanhopea och familjen orkidéer. Inga underarter finns listade i Catalogue of Life.

## Bildgalleri

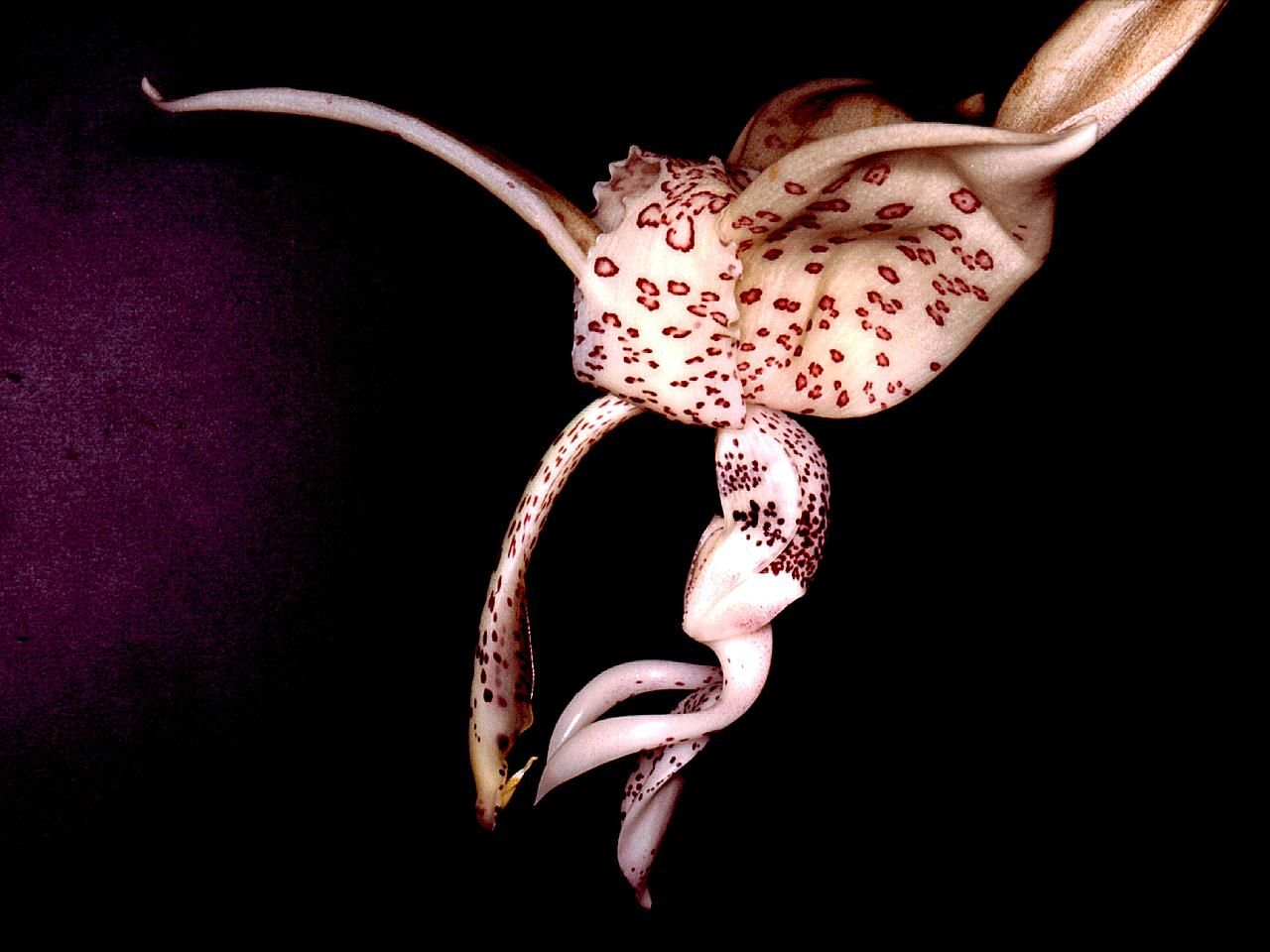
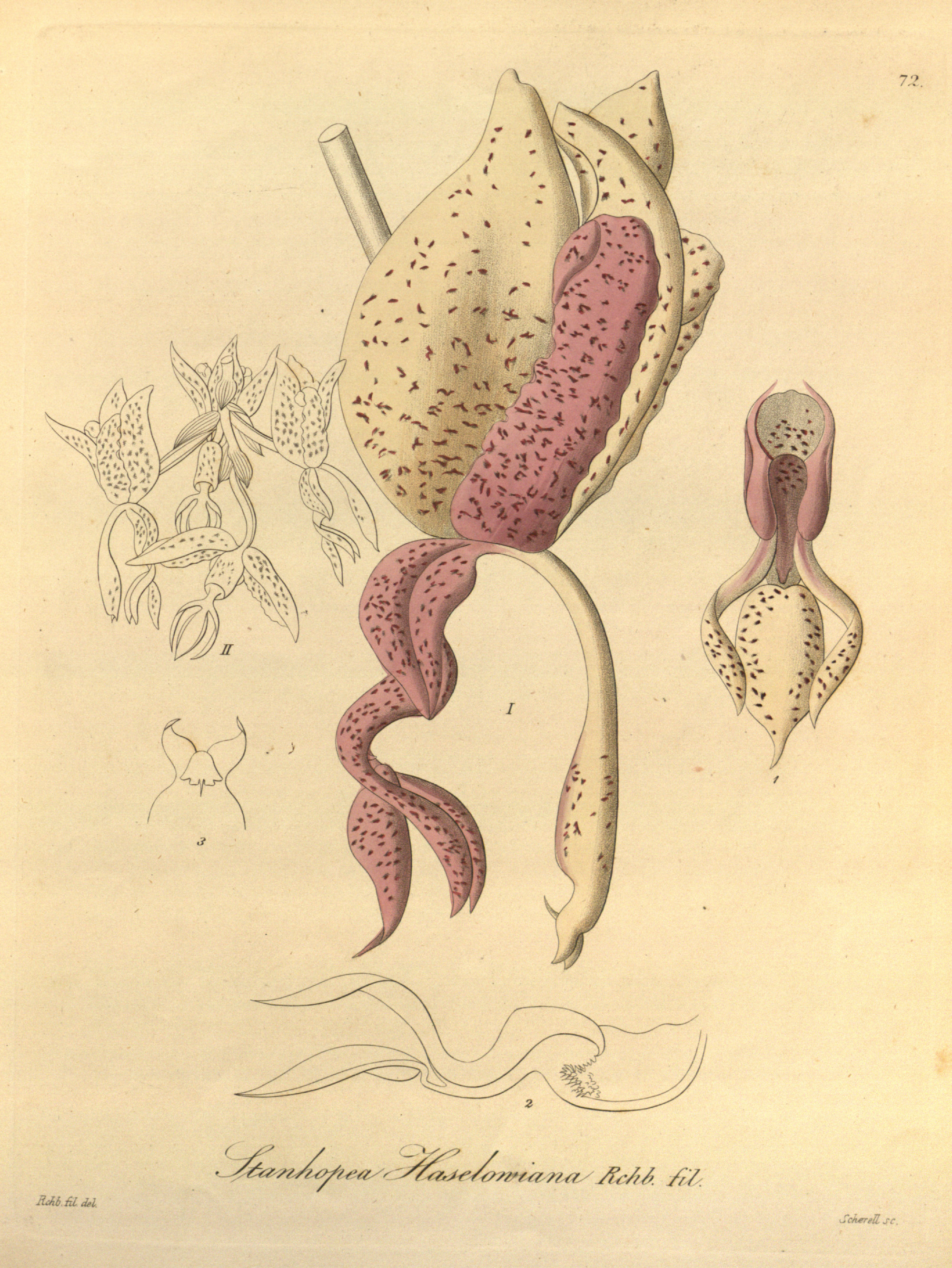
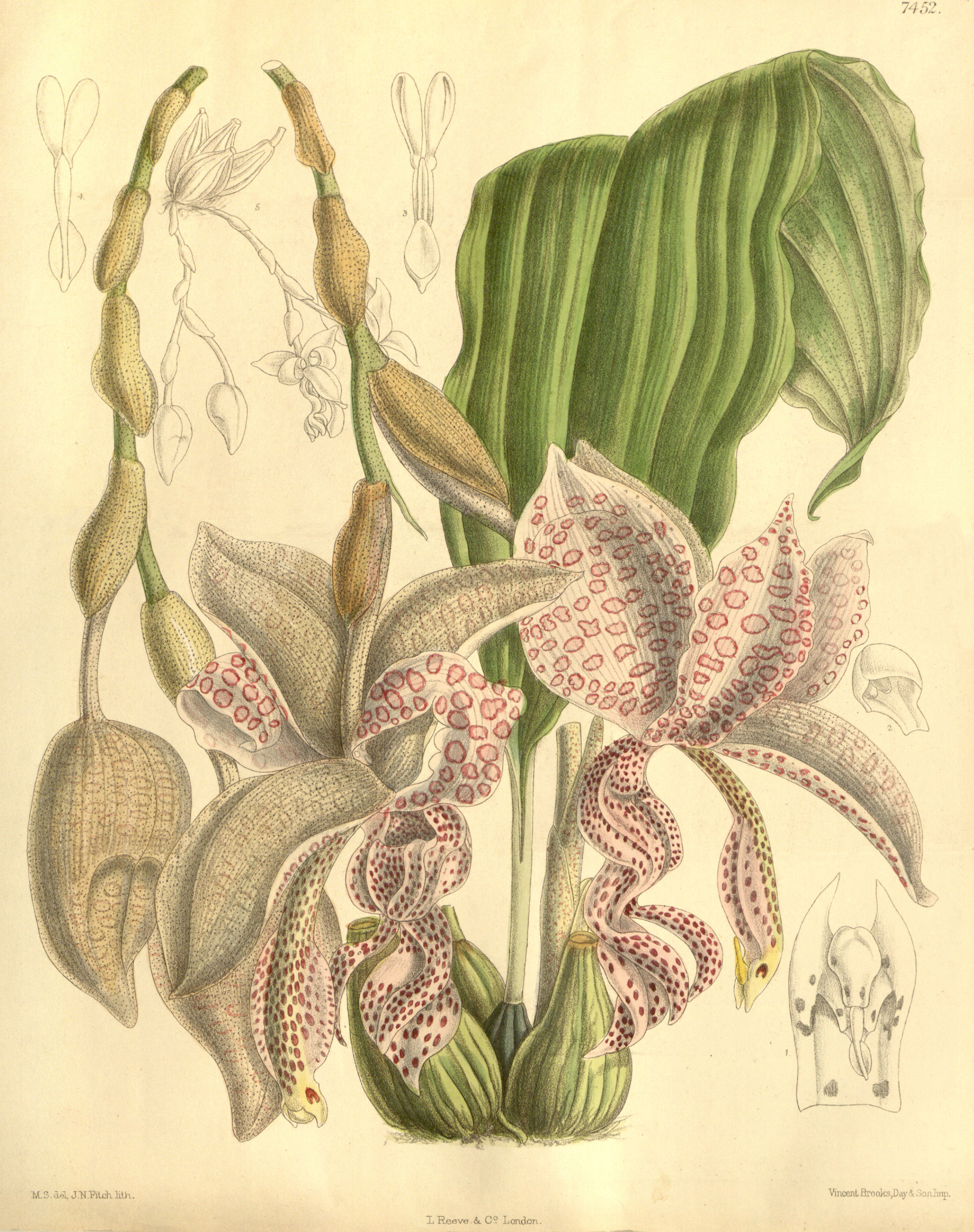